# ヒルルニザム・ジュマアト
ヒルルニザム・ジュマアト（Hyrulnizam Juma'at、1986年11月14日 - ）は、シンガポールの元サッカー選手。現役時代のポジションはGKで元シンガポール代表。アルビレックス新潟シンガポールでの登録名はハイロニザム。

## 経歴
ヒルルニザムはSAFFCでユースを始めた。その後2006年にヤング・ライオンズへと移籍し、プロに昇格した後の2009年末にSAFFCに再加入した。
2010年3月23日には89分にシャーリル・ジャンタンに代わって入り、2つのセーブをしてAFCチャンピオンズリーグでのデビューを果たした。2012年にはシンガポール・ライオンズXIIへと移籍し、翌年再びSAFFCに復帰した。その翌年はタンピネス・ローバースFCに移籍し、翌年ホーム・ユナイテッドに移籍した。

## 代表歴
ヒルルニザムはシンガポールのU-23代表として2009年の東南アジア競技大会に参加しており、4試合に出場した。
A代表デビューは2012年6月1日の香港代表戦であった。

## 生活
ヒルルニザムは工芸学校の生徒である。また、憧れの選手はペトル・チェフである。

## タイトル

### 代表
シンガポール
- 東南アジアサッカー選手権: 2012